# Halleneuropameisterschaften im Bogenschießen 2019
Die Halleneuropameisterschaften im Bogenschießen 2019 wurden vom 24. bis 28. Februar im türkischen Samsun ausgetragen. Austragungsort waren die İlkadim Archery Facilities.

## Ergebnisse

### Recurvebogen
| Disziplin         | Gold                                                          | Silber                                                        | Bronze                                                            |
| ----------------- | ------------------------------------------------------------- | ------------------------------------------------------------- | ----------------------------------------------------------------- |
| Männer Einzel     | Massimiliano Mandia                                           | Massimiliano Mandia                                           | Erdem Zydypow                                                     |
| Frauen Einzel     | Sajana Zyrempilowa                                            | Lidija Sitschenikowa                                          | Inna Stepanowa                                                    |
| Männer Mannschaft | Russland Arsalan Baldanow Bolot Zybschitow Erdem Zydypow      | Ukraine Jurij Hawelko Wladyslaw Lisnjak Wiktor Ruban          | Türkei Fatih Bozlar Mete Gazoz Muhammed Güneri                    |
| Frauen Mannschaft | Russland Wiktorija Budajewa Inna Stepanowa Sajana Zyrempilowa | Georgien Kristine Essebua Chatuna Narimanidse Ziko Putkaradse | Ukraine Anastassija Pawlowa Polina Rodionowa Lidija Sitschenikowa |

### Compoundbogen
| Disziplin         | Gold                                                                 | Silber                                             | Bronze                                                     |
| ----------------- | -------------------------------------------------------------------- | -------------------------------------------------- | ---------------------------------------------------------- |
| Männer Einzel     | Mike Schloesser                                                      | Adrien Gontier                                     | Domagoj Buden                                              |
| Frauen Einzel     | Gizem Elmaağaçlı                                                     | Alexandra Sawenkowa                                | Natalja Awdejewa                                           |
| Männer Mannschaft | Frankreich Jean-Philippe Boulch Pierre-Julien Deloche Adrien Gontier | Italien Valerio Della Stua Fabio Ibba Sergio Pagni | Niederlande Peter Elzinga Sil Pater Mike Schloesser        |
| Frauen Mannschaft | Russland Natalja Awdejewa Wiktorija Balschanowa Alexandra Sawenkowa  | Italien Irene Franchini Sara Ret Marcella Tonioli  | Türkei Ezgi Gizem Altınçıbık Yeşim Bostan Gizem Elmaağaçlı |

## Medaillenspiegel
| Platz  | Land        | Gold | Silber | Bronze | Gesamt |
| ------ | ----------- | ---- | ------ | ------ | ------ |
| 1      | Russland    | 4    | 1      | 3      | 8      |
| 2      | Italien     | 1    | 3      | –      | 4      |
| 3      | Frankreich  | 1    | 1      | –      | 2      |
| 4      | Türkei      | 1    | –      | 2      | 3      |
| 5      | Niederlande | 1    | –      | 1      | 2      |
| 6      | Ukraine     | –    | 2      | 1      | 3      |
| 7      | Georgien    | –    | 1      | –      | 1      |
| 8      | Kroatien    | –    | –      | 1      | 1      |
| Gesamt | Gesamt      | 8    | 8      | 8      | 24     |